# 鷺沼車両基地
鷺沼車両基地（さぎぬましゃりょうきち）は神奈川県川崎市宮前区小台1丁目にある東京地下鉄（東京メトロ）の車両基地である。半蔵門線の車両が所属している。もともとは東京急行電鉄（現・東急電鉄）所有の検車区であった。
鷺沼駅南東部（東急田園都市線下り線側）に隣接した敷地面積67,133m2の車両基地であり、鷺沼検車区・鷺沼工場および鷺沼車両管理所から構成される。

## 建設の経緯
もともとは、東急田園都市線開通と同時に開設された東急所有の検車区であったが、相互乗り入れ相手の半蔵門線が線内に車両基地を設けることができなかったため、東急が1979年（昭和54年）7月に長津田検車区へ機能を移転し、跡地を東京メトロの前身の帝都高速度交通営団（営団地下鉄）が譲り受けたものである。
その名残として、鷺沼検車区から田園都市線本線をまたいで上り線側にある留置線（通称・鷺沼留置線・鷺沼北留置線）は、東急の長津田検車区鷺沼車庫として残されている。東京地下鉄の乗り入れ先の路線上にある車庫としては日比谷線の竹ノ塚検車区→千住検車区竹ノ塚分室に次いで2番目である。日本の地下鉄で乗り入れ先に車庫を設けている例は、ほかにOsaka Metro堺筋線の東吹田検車場がある。

## 鷺沼検車区
半蔵門線で使用されている車両の収容、月検査・列車検査および修繕作業、故障対応、車両清掃等を行う。車庫内の配線図。
鷺沼駅下りホーム1番線から出入庫線が伸びている。構内には留置線が13本（1・3・5 - 9・11 - 14番線、21・23番線）、引上線が3本（26 - 28番線）、車輪転削線（16A - 16B番線）1本が設けられている。留置線に欠番（2・4・10番線）があるのは、当初半蔵門線の最終計画では10両編成と8両編成が混在する前提で車庫内配線を計画しており、全ての留置線を10両編成に対応させる際、延伸できない留置線を廃止したため。このほか、有効長の短い15番線が保守用車留置線、有効長が7両編成分の22番線は工場入出場車の留置線として使用している（後述）。
構内は鷺沼工場と留置線（1 - 14番線）のある北側と、検査庫と洗浄線のある南側に分かれている。鷺沼駅からの入庫車両は北側にしか入線できず、南側（主に16 - 25番線）に入るには工場棟横の引上線（27・28番線）で折り返す必要がある。構内が狭いため、敷地を有効活用できるよう三枝分岐器が3か所に使用されている。

### 設備
- 最大留置両数：180両（10両×18本）[1]
- 検査庫：床を掘り下げたピット構造で、月検査線2本（17・18番線）と列車検査線2本（19・20番線）から構成される[1]。ただし、月検査線1本（18番線）は鷺沼工場の整備線として使用しているため[1]、月検査は17番線が使用される[4]。
- 車輪転削庫（16A - 16B番線）：車輪転削盤が設置され、車輪の異常磨耗を修正する[1]。平均して1日当たり10両編成中2両（8軸）の削正が実施される[4]。一般的には車両移動機を使用して転削車両を動かすが、当検車区では台車にキャプスタンワイヤーを引っ掛け、ワイヤーをドラムで巻き取ることで車両を動かす珍しい方法がとられている[5][4]。
- 車両清掃： 洗浄作業線2本（24・25番線）と車両洗浄装置1基を備えている[1]。

### 配置車両
2024年4月1日現在
- 8000系電車：80両
- 08系電車：60両
- 18000系電車：110両

## 鷺沼工場
鷺沼工場は1981年（昭和56年）10月1日から暫定的に鷺沼検車区が担当していた車両検修業務（重要部検査）が、1983年（昭和58年）10月1日に分離独立し発足した。これは、当時の営団地下鉄の検査周期は重要部検査は2年以内または走行距離 30万km以内、全般検査は4年以内であったためである。
半蔵門線、日比谷線車両の定期検査（全般検査・重要部検査）を行っている。日比谷線車両は従来千住工場で定期検査を行っていたが、2004年（平成16年）2月に鷺沼工場に統合された。
日比谷線の車両は、通常は中目黒駅から東急東横線・目黒線・大井町線・田園都市線を介して回送される。

### 設備
検車区とは明確に敷地が分かれており、検車区内の22番留置線、月検査庫の18番線、工場建屋の29・30番線（建屋内には台車転送用31・32番線がある）が鷺沼工場の設備となる。18番線は入出場車両の整備線として、22番線は入出場車両の留置線として使用される。
29・30番線は工場の入出場線となっており、入口部に車体リフティングジャッキを設置している。入場車両はここで1両ずつ車体を持ち上げて台抜き（台車取り外し）され、車体は自走式仮台車に履き替えられ、奥の車体整備場に収容される。車体整備場は各線3両ずつが留置でき、ここで検査車両の整備や機器の取り外しが実施される。検査完了後の出場時は入場とは逆の手順で台入れ（台車入れ）が行われ、車両は整備線となる18番線内で順次編成が組まれ、編成完了後は総合検査を実施する。その後、構内試運転、本線試運転（日比谷線車両は東急田園都市線内、半蔵門線車両は半蔵門線内）を経て検査完了となる。
業務は東京地下鉄直営のほか、一部は協力会社としてグループ会社のメトロ車両や原田工業に委託している。主電動機、パンタグラフ、戸閉装置、空気圧縮機などの検査は、メトロ車両千住総合事業所に運搬して整備を行っている。
また、13000系のブレーキキャリパーは中野工場に運搬して整備を行っている。これは東京地下鉄で基礎ブレーキにディスクブレーキを使用するのは片軸操舵台車を履いた銀座線1000系・丸ノ内線2000系・日比谷線13000系のみであり、検査場所を集約することで業務の効率化を図るため。

### 担当車両
年間検修本数は約15編成。半蔵門線車両で31日、日比谷線車両で25日の検査工程が組まれている。検査時は車体検修場の容量から、半蔵門線車両は10両編成を押上寄りから3両 - 2両 - 3両 - 2両の4回に分けて、日比谷線車両は7両編成を中目黒寄りから2両 - 3両 - 2両の3回に分けて入場させる。
- 半蔵門線用
  - 8000系電車
  - 08系電車
  - 18000系電車
- 日比谷線用
  - 13000系電車
  - 03系電車（検査終了）

## 沿革
- 1979年（昭和54年）
  - 5月10日 - 営団鷺沼検車区着工
  - 7月23日 - 東急が長津田検車区へ移転し、営団側に設備と跡地が譲渡される。
- 1980年（昭和55年）9月1日 - 営団鷺沼検車区発足
- 1981年（昭和56年）10月1日 - 暫定的に車両検修業務（重要部検査）を開始[7]
- 1983年（昭和58年）10月1日 - 車両検修業務が分離独立し鷺沼工場が発足
- 1992年（平成4年）10月および12月に立て続けに脱線事故が発生。
- 2002年（平成14年）度 - 半蔵門線水天宮前～押上間の延伸にともない、留置線を2本増設[1]。収容車両数は160両から180両に増加[1]
- 2004年（平成16年）2月23日 - 千住工場廃止に伴い、日比谷線車両の検修業務を開始